# Antoine Goudin
Antoine Goudin, O.P., (1639-1695) fue un sacerdote, fraile dominico, filósofo y teólogo francés. 

## Biografía
Vistió el hábito de Santo Domingo y se dedicó a la enseñanza de la Filosofía. 
Escribió Philosophia juxta inconcussa tutissimaque Divi Thomae dogmata, que circuló profusamente por Francia y España. 
Autor de corte tomista, en sus tratados se reproducen las doctrinas escolásticas presentadas en forma muy sistematizada.

## Obras

### Libros:
- Philosophia juxta inconcussa tutissimaque Divi Thomae dogmata (1670, 1ª ed., 4 vols.). Posteriormente se han publicado varias ediciones en varios volúmenes.